# NN-74
La carretera NN‑74 es una vía colectora secundaria ubicada en el departamento de Matagalpa, que parte desde la cabecera municipal de San Ramón y se dirige hacia comunidades agrícolas al sur como El Carrizo. Se utiliza principalmente para transporte rural.

## Trazado y cruces
| km   | Localidad / Punto   | Departamento | Conexión / Ruta |
| ---- | ------------------- | ------------ | --------------- |
| 0,0  | San Ramón           | Matagalpa    | NN 73           |
| 6,1  | Comunidad El Jícaro | Matagalpa    | Camino rural    |
| 10,7 | El Carrizo          | Matagalpa    | Fin de ruta     |

## Coordenadas
Uno de los tramos de la NN‑74 puede ser encontrado en las coordenadas: 12°55′12″N 85°40′14″O / 12.9201, -85.6705